# Koreanischsprachige Wikipedia

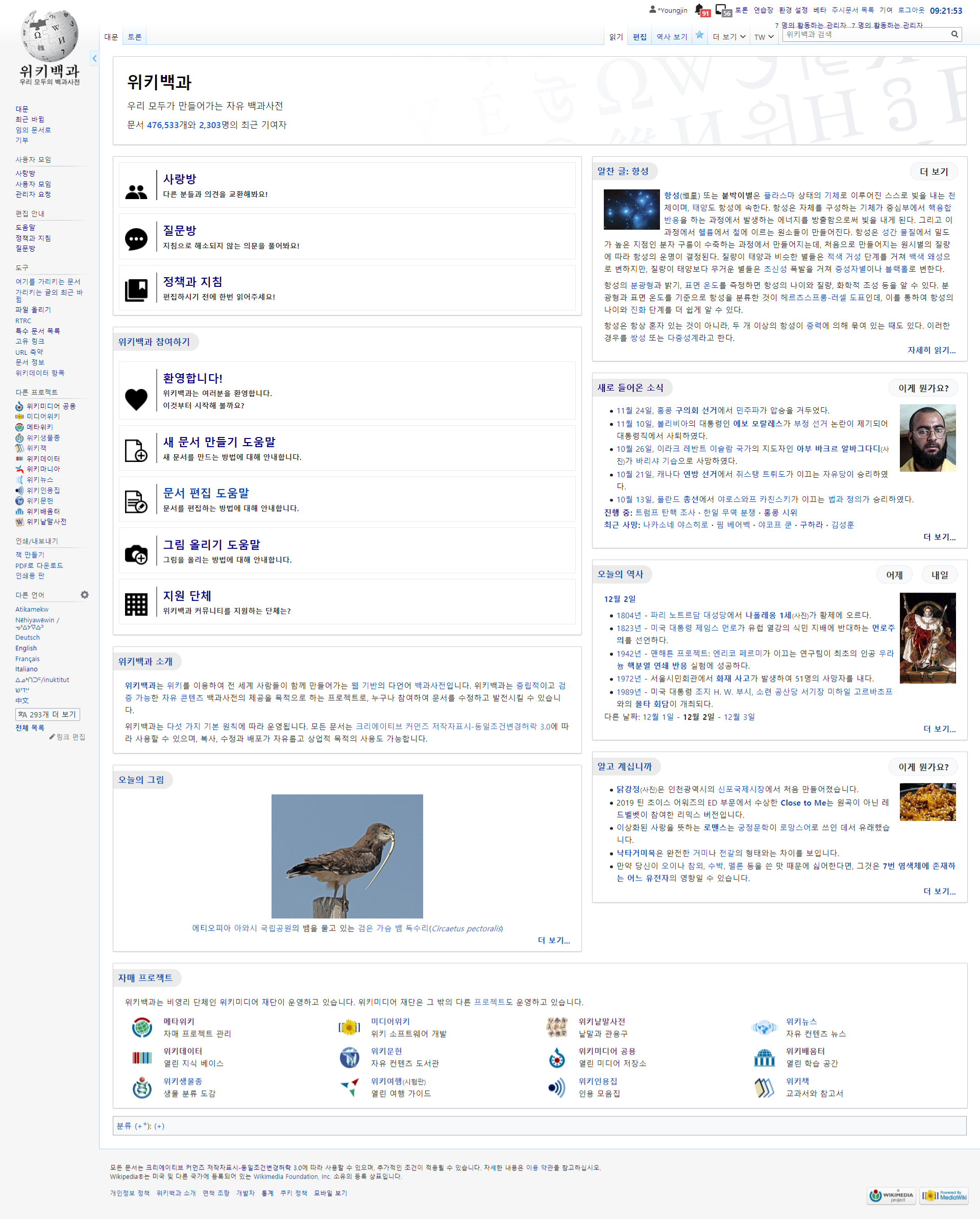
Hauptseite der koreanischsprachigen Wikipedia am 3. Dezember 2019.

Die koreanischsprachige Wikipedia (Hangeul: 한국어 위키백과, revidiert: Hangugeo Wikibaekgwa, McCune-Reischauer: Han’gugeo Wikibaekkwa) ist ein Online-Lexikon. Aufgrund der Isolation Nordkoreas wird diese Wikipedia überwiegend von Südkoreanern in der lokalen Varietät der koreanischen Sprache geschrieben.

## Geschichte
Nachdem im September 2002 die japanischsprachige Wikipedia eingerichtet wurde, folgten im Oktober des Jahres die chinesischsprachige und die koreanischsprachige Wikipedia. Letztere hatte im ersten Jahr ein geringes Artikelwachstum, was an Problemen mit der Unterstützung des koreanischen Alphabets in der damals zugrundeliegenden Wikisoftware sowie im Internet Explorer lag, die erst im September 2003 gelöst werden konnten. Bis zum August 2003 entstanden rund 350 Artikel. Danach stieg das Wachstum deutlich an, so dass am 4. Juni 2005 die Marke von 10.000 Artikeln erreicht wurde. Seitdem ist die Anzahl der Artikel im Laufe der Zeit weiter gestiegen und erreichte am 4. Juni 2009 100.000 Artikel und zuletzt am 16. August 2022 600.000 Artikel.

## Wachstum

Gedenklogo für 600.000 Artikel der koreanischen Wikipedia

Laut Statistik zählte die koreanische Wikipedia am 4. September 2022 604.131 Artikel; von 751.066 angemeldeten Mitarbeitern waren 1.681 aktiv. Am 16. August 2022 beinhaltete die koreanische Wikipedia 600.000 Artikel.